# Herr, wie du willst, so schick's mit mir
Herr, wie du willst, so schick's mit mir (in tedesco, "Signore, sia fatto di me secondo la tua volontà") BWV 73 è una cantata di Johann Sebastian Bach.

## Storia
La cantata Herr, wie du willst, so schick's mit mir venne composta da Bach a Lipsia nel 1723  o nel 1724 e fu eseguita per la prima volta il 23 gennaio 1724 in occasione della terza domenica dopo l'epifania. Il libretto è tratto da testi di Kaspar Bienemann per il primo movimento, di Ludwig Helmbold per il quinto e di autori anonimi per i rimanenti. Bach eseguì la cantata, in una versione leggermente diversa, anche il 21 gennaio 1748 o il 26 gennaio 1749.
Il tema musicale deriva dagli inni Wo Gott der Herr nicht bei uns hält di Justus Jonas, pubblicato nel 1529, e Von Gott will ich nicht lassen, di Ludwig Helmbold, pubblicato nel 1557.

## Struttura
La cantata è composta per soprano solista, tenore solista, basso solista, coro, violino I e II, oboe I e II, viola, corno e basso continuo ed è suddivisa in cinque movimenti:
1. Coro e recitativo: Herr, wie du willst, so schick's mit mir, per tutti.
2. Aria: Ach, senke doch den Geist der Freuden, per tenore, oboe e continuo.
3. Recitativo: Ach, unser Wille bleibt verkehrt, per basso e continuo.
4. Aria: Herr, so du willst, per basso, archi e continuo.
5. Corale: Das ist des Vaters Wille, per tutti.